# 와카사와다역
와카사와다역(일본어: 若狭和田駅)은 일본 후쿠이현 오이군 다카하마정에 위치한 서일본 여객철도 오바마 선의 철도역이다. 단선 승강장 1면 1선의 구조를 갖춘 지상역이다.

## 이용 현황
| 승차 인원 추이 | 승차 인원 추이 |
| 연도           | 1일 평균       |
| -------------- | -------------- |
| 1998           | 193            |
| 1999           | 207            |
| 2000           | 192            |
| 2001           | 181            |
| 2002           | 179            |
| 2003           | 152            |
| 2004           | 140            |
| 2005           | 139            |
| 2006           | 137            |
| 2007           | 149            |
| 2008           | 148            |
| 2009           | 151            |
| 2010           | 157            |
| 2011           | 149            |
| 2012           | 147            |
| 2013           | 148            |

## 역 주변
- 국도 제27호선
- 와다 해수욕장

## 역사
- 1925년 6월 26일 : 오바마 선의 와카사타카하마 역 - 와카사혼고 역 간에 와카사와다 가정류장으로서 개업.
- 1934년 6월 1일 : 역으로 승격해, 와카사와다역으로 됨. 동시에 화물 취급 개시.
- 1973년 3월 15일 : 국철 직원에 의해, 출 · 개납 업무를 정지해 여객 업무에 대해서 무인화.
- 1987년 4월 1일 : 일본국유철도 분할 민영화에 의해, 서일본 여객철도가 승계.

## 인접 역
| 서일본 여객철도 오바마 선          | 서일본 여객철도 오바마 선 | 서일본 여객철도 오바마 선 |
| ---------------------------------- | ------------------------- | ------------------------- |
| 와카사타카하마 히가시마이즈루 방면 | ■ 오바마 선               | 와카사혼고 쓰루가 방면    |